# La Chapelle-Villars
La Chapelle-Villars là một xã trong tỉnh Loire miền trung nước Pháp.